# Gran Premio di Spagna 1986
Il Gran Premio di Spagna 1986 fu il secondo appuntamento della stagione di Formula 1 1986.
Disputatosi il 13 aprile sul Circuito di Jerez de la Frontera, ha visto la vittoria di Ayrton Senna su Lotus-Renault.

## Qualifiche
| Pos | Nº | Pilota             | Costruttore            | Q1          | Q2          | Gap    |
| --- | -- | ------------------ | ---------------------- | ----------- | ----------- | ------ |
| 1   | 12 | Ayrton Senna       | Lotus-Renault          | 1.21:605    | 1.21:924    |        |
| 2   | 6  | Nelson Piquet      | Williams-Honda         | 1.23:097    | 1.22:431    | +0.826 |
| 3   | 5  | Nigel Mansell      | Williams-Honda         | 1.23:024    | 1.22:576    | +0.971 |
| 4   | 1  | Alain Prost        | McLaren-TAG            | 1.23:702    | 1.22:886    | +1.281 |
| 5   | 2  | Keke Rosberg       | McLaren-TAG            | 1.23:948    | 1.23:004    | +1.399 |
| 6   | 25 | René Arnoux        | Ligier-Renault         | 1.24:566    | 1.24:274    | +2.669 |
| 7   | 20 | Gerhard Berger     | Benetton-BMW           | 1.24:501    | 1.25:235    | +2.896 |
| 8   | 26 | Jacques Laffite    | Ligier-Renault         | 1.24:817    | 1.25:863    | +3.212 |
| 9   | 19 | Teo Fabi           | Benetton-BMW           | 1.25:052    | 1.26:196    | +3.447 |
| 10  | 11 | Johnny Dumfries    | Lotus-Renault          | 1.29:093    | 1.25:107    | +3.502 |
| 11  | 28 | Stefan Johansson   | Ferrari                | 1.25:466    | 1.25:655    | +3.861 |
| 12  | 3  | Martin Brundle     | Tyrrell-Renault        | 1.25:831    | 1.41:631    | +4.226 |
| 13  | 27 | Michele Alboreto   | Ferrari                | 1.26:554    | 1.26:094    | +4.489 |
| 14  | 7  | Riccardo Patrese   | Brabham-BMW            | 1.26:231    | 1.29:911    | +4.626 |
| 15  | 8  | Elio De Angelis    | Brabham-BMW            | 1.27:300    | 1.26:550    | +4.945 |
| 16  | 14 | Jonathan Palmer    | Zakspeed               | 1.27:600    | 1.26:918    | +5.313 |
| 17  | 15 | Alan Jones         | Lola-Hart              | 1.28:645    | 1.26:946    | +5.341 |
| 18  | 16 | Patrick Tambay     | Lola-Hart              | 1.27:045    | 1.26:992    | +5.387 |
| 19  | 18 | Thierry Boutsen    | Arrows-BMW             | 1.28:812    | 1.27:169    | +5.564 |
| 20  | 4  | Philippe Streiff   | Tyrrell-Renault        | 1.27:637    | 1.28:086    | +6.032 |
| 21  | 21 | Piercarlo Ghinzani | Osella-Alfa Romeo      | 1.28:894    | 1.28:423    | +6.818 |
| 22  | 17 | Marc Surer         | Arrows-BMW             | 1.28:803    | 1.28:443    | +6.838 |
| 23  | 22 | Christian Danner   | Osella-Alfa Romeo      | 1.29:046    | senza tempo | +7.441 |
| 24  | 23 | Andrea De Cesaris  | Minardi-Motori Moderni | 1.29:195    | senza tempo | +7.590 |
| 25  | 24 | Alessandro Nannini | Minardi-Motori Moderni | senza tempo | 1.30:062    | +8.997 |

## Gara
La formula 1 è ritornata a correre in spagna dopo 5 anni da Jarama 1981. Al via, il poleman Senna mantenne agevolmente il comando inseguito da Piquet e Mansell che a loro volta conservarono le posizioni, mentre una fila più indietro Rosberg sopravanzò il compagno Prost guadagnando così la quarta piazza. Al secondo passaggio il finlandese della McLaren riuscì a sorpassare anche la Williams di Mansell issandosi sul podio virtuale. Al sesto giro, mentre Senna continuava a comandare il plotone, il britannico subì il sorpasso anche da parte di Prost scivolando così al quinto posto in classifica.
Davanti i battistrada erano sempre gli stessi, con i due brasiliani a gestire la corsa e le biancorosse monoposto di Ron Dennis che svolgevano il ruolo di inseguitrici. La situazione rimase pressoché stabile fino alla tornata numero 19, quando Mansell iniziò la sua furiosa rimonta che lo portò poi a lottare per la vittoria. Il "Leone" cominciò con il sorpassare la prima delle due McLaren, quella di Prost, arrivando dieci giri dopo a sopravanzare anche quella del suo collega di marca Rosberg. Poco più tardi l’inglese mise nel mirino anche il compagno-rivale Piquet, il quale stava iniziando a rallentare per evidenti problemi di tenuta della sua Williams.
Al 32º passaggio Nigel ne approfittò e lo sorpassò mettendosi poi in caccia del battistrada Senna, che agguantò a sua volta sette giri dopo guadagnando di forza la testa della corsa. Nel frattempo, Piquet si ritirava per un problema meccanico del suo propulsore Honda. Prost, che aveva battuto la concorrenza interna di Rosberg, si installava invece in terza posizione con il consueto fare sornione che lo contraddistingueva (e che gli valse il soprannome di "Professore"). Una volta compiuta questa strepitosa rimonta a Mansell non rimaneva che cercare di amministrare la sua gara fino in fondo, quando però mancavano ancora oltre trenta giri alla bandiera a scacchi.
Tuttavia, a dieci tornate dal termine la Williams del Leone si trovò in crisi di gomme. Nigel, ripreso prima da Senna e poi da un caparbio Prost, fu costretto a cedere loro il passo dopo una furiosa resistenza ai continui attacchi da parte del grintosissimo brasiliano. Dopo un primo tentativo a ruote bloccate durante il quale si sfiorò il contatto, Ayrton infilò Nigel all’interno e questa manovra costrinse il Leone ad allargarsi tanto da favorire anche il sorpasso di Prost che approfittò furbamente della situazione. Mansell fu costretto a rientrare ai box per sostituire ancora una volta le sue Goodyear, eseguendo una sosta extra tesa a tentare il tutto per tutto.
Rientrato in pista in terza posizione e a circa venti secondi da Senna, l’inglese iniziò a girare con un ritmo indiavolato andando prima a riprendere Prost, in evidente crisi di carburante con il suo motore TAG Porsche, poi arrivò a sfiorare l’impresa, avvicinandosi pericolosamente ad Ayrton nelle battute conclusive. Dopo essersi liberato non senza difficoltà del rivale francese della McLaren, il distacco di Mansell da Senna era di circa 8 secondi, ma nonostante questo l’alfiere della Williams tenne fede fino in fondo al proprio soprannome di battaglia. Nelle ultime tornate, si assistette così all’ennesimo duello di giornata tra questi due grandi piloti che si diedero battaglia a parti invertite rispetto a quanto accaduto durante il 39º giro.
Alla fine il confronto diede ragione a Senna: i pochi passaggi ancora da effettuare aiutarono il brasiliano a difendersi dal ritorno di Mansell, il quale fece in tempo solo ad abbozzare un attacco in extremis all’ultimo passaggio, quando ancora si trovava ad oltre un secondo e mezzo da Ayrton. Sul traguardo il distacco fra i due fu di un’inezia, 14 millesimi. Entrambi transitarono praticamente appaiati sotto la bandiera a scacchi: il britannico tentò l’ultimo disperato sorpasso per agguantare quello che sarebbe potuto essere un incredibile successo, ma anche la dimostrazione della grande forza di una Williams Honda stratosferica. Completarono la zone punti, nell'ordine, Rosberg, Fabi e Berger.
Per Senna questa fu la terza vittoria in carriera, conquistata grazie ad un’ottima prova di maturità nonostante i soli 26 anni e poco più di due stagioni di F1 alle spalle.  L’epilogo della seconda tappa del campionato consegnava inoltre un importante verdetto: Senna infatti, grazie ad un secondo posto in Brasile e alla vittoria di Jerez, si issava con 15 punti in testa alla classifica del Mondiale Piloti contro ogni pronostico della vigilia. Lotus e Williams invece erano appaiate nella graduatoria dei costruttori con il medesimo punteggio.

### Risultati
| Pos | Nº | Pilota             | Costruttore            | Giri | Tempo/Ritiro            | Pos. Griglia | Punti |
| --- | -- | ------------------ | ---------------------- | ---- | ----------------------- | ------------ | ----- |
| 1   | 12 | Ayrton Senna       | Lotus-Renault          | 72   | 1:48:47.735             | 1            | 9     |
| 2   | 5  | Nigel Mansell      | Williams-Honda         | 72   | + 0.014                 | 3            | 6     |
| 3   | 1  | Alain Prost        | McLaren-TAG Porsche    | 72   | + 21.552                | 4            | 4     |
| 4   | 2  | Keke Rosberg       | McLaren-TAG Porsche    | 71   | + 1 Giro                | 5            | 3     |
| 5   | 19 | Teo Fabi           | Benetton-BMW           | 71   | + 1 Giro                | 9            | 2     |
| 6   | 20 | Gerhard Berger     | Benetton-BMW           | 71   | + 1 Giro                | 7            | 1     |
| 7   | 18 | Thierry Boutsen    | Arrows-BMW             | 68   | + 4 Giri                | 19           |       |
| 8   | 16 | Patrick Tambay     | Lola-Hart              | 66   | + 6 Giri                | 18           |       |
| Rit | 11 | Johnny Dumfries    | Lotus-Renault          | 52   | Cambio                  | 10           |       |
| Rit | 3  | Martin Brundle     | Tyrrell-Renault        | 41   | Motore                  | 12           |       |
| Rit | 26 | Jacques Laffite    | Ligier-Renault         | 40   | Trasmissione            | 8            |       |
| Rit | 17 | Marc Surer         | Arrows-BMW             | 39   | Alimentazione           | 22           |       |
| Rit | 6  | Nelson Piquet      | Williams-Honda         | 39   | Motore                  | 2            |       |
| Rit | 8  | Elio De Angelis    | Brabham-BMW            | 29   | Cambio                  | 15           |       |
| Rit | 25 | René Arnoux        | Ligier-Renault         | 29   | Trasmissione            | 6            |       |
| Rit | 27 | Michele Alboreto   | Ferrari                | 22   | Cuscinetto di ruota     | 13           |       |
| Rit | 4  | Philippe Streiff   | Tyrrell-Renault        | 22   | Motore                  | 20           |       |
| Rit | 22 | Christian Danner   | Osella-Alfa Romeo      | 14   | Motore                  | 23           |       |
| Rit | 28 | Stefan Johansson   | Ferrari                | 11   | Freni                   | 11           |       |
| Rit | 21 | Piercarlo Ghinzani | Osella-Alfa Romeo      | 10   | Motore                  | 21           |       |
| Rit | 7  | Riccardo Patrese   | Brabham-BMW            | 8    | Cambio                  | 14           |       |
| Rit | 23 | Andrea De Cesaris  | Minardi-Motori Moderni | 1    | Differenziale           | 24           |       |
| Rit | 14 | Jonathan Palmer    | Zakspeed               | 0    | Collisione con A.Jones  | 16           |       |
| Rit | 15 | Alan Jones         | Lola-Hart              | 0    | Collisione con J.Palmer | 17           |       |
| Rit | 24 | Alessandro Nannini | Minardi-Motori Moderni | 0    | Differenziale           | 25           |       |

## Classifiche

### Piloti
| Pos. | Pilota          | Punti |
| ---- | --------------- | ----- |
| 1    | Ayrton Senna    | 15    |
| 2    | Nelson Piquet   | 9     |
| 3    | Nigel Mansell   | 6     |
| 4    | Jacques Laffite | 4     |
| 5    | Alain Prost     | 4     |
| 6    | René Arnoux     | 3     |
| 7    | Keke Rosberg    | 3     |
| 8    | Martin Brundle  | 2     |
| 9    | Teo Fabi        | 2     |
| 10   | Gerhard Berger  | 2     |

### Costruttori
| Pos. | Team                | Punti |
| ---- | ------------------- | ----- |
| 1    | Williams-Honda      | 15    |
| 2    | Lotus-Renault       | 15    |
| 3    | Ligier-Renault      | 7     |
| 4    | McLaren-TAG Porsche | 7     |
| 5    | Benetton-BMW        | 4     |
| 6    | Tyrrell-Renault     | 2     |